# CO・MO・RE YOTSUYA
CO･MO･RE YOTSUYA（こもれよつや コモレ四谷 CO・MO・RE YOTSUYA）は、東京都新宿区四谷一丁目に所在する複合施設。四ツ谷駅に近接した新宿区立四谷第三小学校や財務省官舎跡地等に、都市再生機構（UR）と事業パートナーである三菱地所及び第5メック都市開発特定目的会社並びに地権者で構成の四谷駅前地区再開発協議会が進めた「四谷駅前地区第一種市街地再開発事業」で整備された。約2.4ヘクタールの土地にオフィス、レジデンス、商業・教育・公益の各施設のほか、災害時には帰宅困難者の一時滞在場所や地域住民の一時集合場所機能となる、緑ゆたかな空間もつくられた。

## 概要

### 歴史
外堀通り（環状2号線）と三栄通りに囲まれた区域にあった四谷第三小学校と財務省官舎の廃止が検討されていることを知った地元町会が、2002年（平成14年）4月、一体的なまちづくりを進めるよう両者に働きかけ、さらに新宿区に小学校跡地利用への要望書が提出する。それを機に区から都市基盤整備公団（現：UR）に開発の検討が依願され、 2004年（平成16年）12月、URが事務局を務める「四谷駅前まちづくり協議会」が発足する。その翌年には計画地の地権者を対象とするまちづくり研究会が設立され、この会が2006年（平成18年）4月「四谷駅前地区再開発協議会」に発展。2007年（平成19年）には三菱地所が地権者となって協議会役員の一員となり、まちづくりの議論を進めた。
2013年（平成22年）1月、区からURに対し施行予定者として市街地再開発事業の推進要請がされ、12月、URの市街地再開発事業として初めて採用された「事業パートナー制度」の提案コンペの結果、三菱地所・第5メック都市開発特定目的会社（三菱地所、阪急阪神不動産、太陽生命保険が出資）がパートナーに選定された。
コンペは総合評価型で、価格だけではなく企画内容も重視され、三菱地所・第5メック都市開発では、商業施設について「ライフスタイルセンター」をテーマに掲げ、クリニックを入れるなど、施設内だけではなく周辺の利便性も高める地元密着型の施設を目指し、飲食店もビジネスワーカーだけではなく家族連れも想定した店舗構成とし、店舗の賃借は三菱地所が一括して行い、魅力的なまちであり続けられるよう長期的にプロデュースしていく体制を打ち出した。
2014年（平成26年）3月に都市計画決定を受け、2016年（平成28年）9月に建設工事は着工し、2020年（令和2年）1月31日に建物引き渡しを迎えた。一部テナントは2月から順次オープンして、企業や店舗はおおむね10月までに順次入居した。
工事前の埋蔵文化財調査では、江戸時代の四谷塩町がそっくり出てきたほか、貴重なものいろいろ見つかって調査が長引き、施工を手掛けた大成建設はスケジュール調整に苦労したという。

### 名称
名称のCO･MO･RE YOTSUYA（コモレ四谷）は、大規模複合施設が人とつながり、街とつながり、いつでも憩いと賑わいで溢れる施設に成長させたいとの思いを込めた、「木漏れ日 = コモレ」と「COMMON = 共同、共通」をかけた造語であり、公募により募った案から地権者が投票して決定した。

### YOTSUYA TOWER
地上3階～30階で構成されるオフィスビルである。四谷はビジネス街というイメージが薄かったため、当初、供給する三菱地所内でも心配されたが、四谷に唯一無二のビルで、結果的にライバルもいなかったこともあって、リーシングは好調に推移した。
主なオフィスを置く企業
- 朝日生命保険本社
- 理研ビタミン本社
- 新菱冷熱工業本社
- 高千穂交易本社
- レアゾン・ホールディングス本社
- 全国健康保険協会本部
- 法務省出入国在留管理庁（東京出入国在留管理局四谷分庁舎ほか）
- コモレ四谷タワーコンファレンス（貸し会議室）

### CO･MO･RE Mall
地下1階から地上2階に広がる商業ゾーン。39店舗が入る。 
主なテナント
- ライフ
- 医療法人社団 清水医院クリニック
- マツモトキヨシ
- 和食処 しん
- セブンイレブン四谷店
- 四谷駅前郵便局
- デナリ
- 平野義燿法律事務所
- 松本矯正歯科クリニック クリニック
- コモレ四谷デンタルクリニック
- ピエタ
- 白洋舍
- 石原ダンスクラブ
- ベル・スオーノ
- 炒爆中華食堂 真心
- ドトール

### ザ・レジデンス四谷アベニュー ザ・レジデンス四谷ガーデン
地上3階～7階の住宅は、敷地南西側の「ザ・レジデンス四谷アベニュー」と北東側の「ザ・レジデンス四谷ガーデン」の2棟からなる。権利者住戸と販売住戸の計60戸があり、このうち販売住戸24戸は三菱地所レジデンスと西松建設が共同で分譲した。

### 四谷グローバルスタディスクエア
地上3～7階で構成され、日米会話学院等が入居。生涯学習や産学連携の場となる。

### 四谷スポーツスクエア・四谷クルーセ
地下2階～地下1階が「四谷スポーツスクエア」となり、多目的ホールや音楽室、会議室が設けられ、地域に開放される。地上1階～4階の「四谷クルーセ」は、文化国際交流拠点として国際交流基金と国際観光振興機構が入居する。

### 広場
北西側に約3300平方メートルの「コモレビの広場」、駅前側に交流空間として約1000平方メートルの「出迎えの広場」を設けた。コモレビの広場にはかまどマンホールも設置して、災害時の拠点としての機能も備える。

## 沿革
- 2004年（平成16年）12月 - 「四谷駅前まちづくり協議会」発足[14]。
- 2006年（平成18年）4月 - 「四谷駅前地区再開発協議会」発足[14]。
- 2007年（平成19年）3月 -  新宿区立四谷第三小学校が廃校[14]。
- 2009年（平成21年）3月 -  都市再開発方針で四谷駅前地区が再開発促進地区（2号地区）に指定[14]。
- 2013年（平成25年）
  - 3月 - 「四谷駅前地区 地区整備計画 企画提案書」が区に提出[14]。
  - 12月20日 - 四ツ谷駅周辺地区地区計画、防火地域及び準防火地域の変更、中高層階住居専用地区の変更の都市計画決定[14]。
  - 12月 - 事業パートナーが決定[14]。
- 2014年（平成26年）
  - 3月26日 - 第一種市街地再開発事業の「都市計画決定」[14]。
  - 11月 - 施行規程及び事業計画の認可 、権利変換計画認可[14]。
- 2015年（平成27年）9月 - 権利変換計画の認可 。
- 2016年（平成28年）9月 - 建築工事着工[14]。
- 2020年（令和2年）
  - 1月31日 - 建築工事完了。
  - 9月 - まちびらき[3]。

## ギャラリー
- 四ツ谷駅前の交差点より見る（2020年3月撮影）
- 三栄通り四谷一丁目交差点より見る（2020年3月撮影）
- 外堀通りに面した入口廻り（2020年3月撮影）
- 三栄通りに面した入口廻り（2020年3月撮影）
- エントランスホール（2020年3月撮影）

## 交通
- JR中央線快速、中央・総武線 - 四ツ谷駅より徒歩約3分
- 東京メトロ丸ノ内線・南北線 - 四ツ谷駅より徒歩約3分

## 近隣施設
- 迎賓館
- 新宿歴史博物館
- 上智大学四谷キャンパス
- 聖イグナチオ教会
- 城西国際大学東京紀尾井町キャンパス
- 学習院初等科
- 雙葉中学校・高等学校
- 雙葉小学校
- 雙葉小学校附属幼稚園
- 東京中華学校
- 女子学院中学校・高等学校
- 新宿区立四谷小学校
- 日本基督教団四谷新生教会
- 四谷須賀神社
- 雪印メグミルク
- 三陽商会